# Rise of the Argonauts
Rise of the Argonauts é um jogo eletrônico do gênero Ação e RPG lançado em 2008, desenvolvido pela Liquid Entertainment e publicado pela Codemasters para Microsoft Windows, PlayStation 3 e Xbox 360. O enredo do jogo envolve o mito de Jasão e seus Argonautas e como ele procura o Velo de ouro.